# Charles de Mendive
Juan Charles de Mendive (también llamado Charles de Mendibe, Carlos de Mendive y Maestro Mendive), fue un maestro de obras y de casas en la provincia de Zaragoza en el siglo XVI ya que desarrolló su labor principal en la capital, donde fue maestro desde 1549 aproximadamente. Su más importante trabajo fue la finalización de las obras de La Seo entre 1547 y 1550, además de la ejecución de las de la Capilla de San Bernardo en la misma. También está documentado como quien construyó la iglesia parroquial de Pozuelo de Aragón (Zaragoza).